# Star Wars: Empire at War
Star Wars: Empire at War ist ein von Petroglyph Games entwickeltes und von LucasArts und Activision veröffentlichtes Echtzeit-Strategiespiel, das 2006 für Windows und 2007 für Mac OS X erschienen ist.
Das Spiel ist im Star-Wars-Universum angesiedelt. Die Handlung der Einzelspielerkampagne spielt zwischen den Star-Wars-Filmen Die Rache der Sith (Episode III) und Eine neue Hoffnung (Episode IV). Sie befasst sich mit der Anfangsphase der Kämpfe zwischen der Rebellenallianz und dem Galaktischen Imperium. Der Spieler übernimmt eine dieser beiden Fraktionen und versucht, die jeweils andere militärisch zu besiegen. Dabei kombiniert das Spiel ähnlich wie die Total-War-Reihe von Creative Assembly strategische mit taktischen Elementen. Der strategische Part spielt auf der Galaxiskarte, auf der der Spieler das Militär und die Infrastruktur seiner Fraktion verwaltet und Truppenverbände bewegt. Treffen auf der Galaxiskarte zwei verfeindete Truppenverbände aufeinander, kommt es zu einer Schlacht, die in einem taktisch orientierten Gefechtsmodus ausgetragen wird.
Von der Fachpresse wurde das Spiel überwiegend positiv aufgenommen. Fachmagazine lobten das Spiel als das bislang mit Abstand beste Star-Wars-Strategiespiel. Manche Stimmen kritisierten allerdings, dass sich das Spiel zu sehr auf seine Lizenz verlasse und im Vergleich zur Konkurrenz zu wenig Spieltiefe biete.
Ein halbes Jahr nach der Veröffentlichung von Empire at War erschien die Erweiterung Empire at War: Forces of Corruption, welche ebenfalls von Petroglyph Games entwickelt wurde. Diese behandelt die Zeit nach Episode IV, ist also zeitlich etwas später angesetzt als das Hauptspiel. Im Fokus der Erweiterung steht das Zann-Konsortium, eine kriminelle Organisation, die in spielerischer Hinsicht einige Neuerungen mitbringt.

## Handlung
Die Handlung des Spiels behandelt den Zeitraum zwischen den Filmen Die Rache der Sith (Episode III) und Eine neue Hoffnung (Episode IV). Kanzler Palpatine hat die Galaktische Republik in ein Imperium umgeformt und sich zum Imperator ausgerufen. Gegen dessen autoritäre Führung hat sich eine Rebellen-Allianz formiert, die das Ziel verfolgt, den Imperator zu stürzen und die Republik wiederherzustellen. Mit diesem Konflikt befassen sich zwei Kampagnen des Spiels. In jeder Kampagne übernimmt der Spieler die Kontrolle über eine der beiden Fraktionen und erlebt aus deren Perspektive den Konflikt zwischen Rebellen und Imperium und versucht, seine Fraktion zum militärischen Sieg über die gegnerische Seite zu führen. Während die Rebellenkampagne der Handlungslinie der Filme folgt, nimmt die imperiale Kampagne ein alternatives Ende.
Die imperiale Kampagne befasst sich zu Beginn mit der Suche Darth Vaders nach einem Überläufer, der mit der Rebellion paktiert. Zunächst sucht das Imperium auf dem Planeten Thyferra, auf dem sich eine Rebellenbasis befindet, nach Informationen, findet allerdings nichts. Daher greift das Imperium eine Piratenbasis bei Ilum und eine Rebellenbasis bei Jabiim an. Dort findet Vader die Identität des Verräters heraus, der daraufhin nach einem kurzen Gefecht verhaftet und hingerichtet wird. In der Zwischenzeit kommt es zu Aufständen der Bevölkerung und Überfällen der Rebellen, so etwa auf Kashyyyk oder auf Carida. Parallel läuft die Entwicklung des Todessterns, einer Massenvernichtungswaffe, mit der der Imperator plant, seine Macht zu festigen. Nach der Fertigstellung des Todessterns versuchen die Rebellen die Station zu zerstören. Dies schlägt jedoch fehl und der Todesstern zerstört die letzten Planeten, die sich in Rebellenhand befinden. Dadurch wird die Rebellenallianz zerschlagen.
Die Rebellen-Kampagne beginnt mit dem Versuch, einen neuen Raumjäger-Typ, den X-Wing, zu stehlen. Dieser befindet sich auf dem stark bewachten Planeten Fresia. Daher starten die Rebellen einen Angriff auf die Werften des benachbarten Kuat, mit dem sie den Großteil der Garnison von Fresia weglocken. Nach einem Hackerangriff auf die stationäre Verteidigung dringen die Rebellen in die Jägerwerft ein und stehlen die Jäger. Dabei werden sie von einigen Wissenschaftlern unterstützt. Diese werden anschließend vom Imperium verhaftet, durch einen Rebellenüberfall aber kurz danach wieder befreit.
Inzwischen hat die Anführerin der Rebellen, Mon Mothma, erfahren, dass das Imperium an einer neuen Waffe, dem Todesstern, forscht. Daher beauftragt sie den Schmuggler Han Solo damit, in ein imperiales Frachtdepot einzudringen und in einer Frachtkiste einen EMP-Generator zu platzieren. Als die Kiste zu einer Raumbasis über Corulag gebracht wird, zünden die Rebellen den EMP und deaktivieren damit die Geschütze der Station und die verteidigenden Schiffe. Anschließend dringt ein Einsatztrupp der Allianz in die Station ein und erbeutet Informationen über das Todesstern-Projekt. Dabei stoßen sie auf Admiral Ackbar, der vom Imperium gefangen gehalten wurde. Dieser hilft den Rebellen anschließend dabei, Pläne für ein neues Schlachtschiff zu erbeuten. Das Imperium startet daraufhin einen Angriff auf den Heimatort Ackbars, den die Rebellen allerdings zurückschlagen können. Während dieser Operation stellt das Imperium den Todesstern fertig und nutzt ihn zur Zerstörung des den Rebellen zugeneigten Planeten Alderaan. Die Rebellen unternehmen daraufhin einen Angriff auf den Todesstern. Mithilfe der Informationen, die sie über die Kampfstation gesammelt haben, gelingt es ihnen, eine technische Schwachstelle der Station auszunutzen und die Station zu zerstören.

## Spielprinzip

### Allgemein
Das Head-up-Display (HUD) des Spiels umfasst ein Befehlsfeld mit Buttons für verschiedene Angriffs- und Bewegungsbefehle, eine Übersicht über die momentan ausgewählten Einheiten und mögliche Verstärkungstruppen und eine Minikarte. Zusätzlich ist eine Kamerafunktion vorhanden, mit der der Spieler während eines Kampfes das Geschehen aus einer filmähnlichen Perspektive betrachten kann.
Das Spiel besteht im Wesentlichen aus zwei Spielmodi: Dem Gefecht und der Galaxiseroberung. In beiden Modi läuft das Spielgeschehen in Echtzeit ab, sodass Spieler und Computergegner simultan agieren.

### Gefecht
Im Spielmodus Gefecht werden einzelne Kämpfe in einem beliebigen Einsatzgebiet ausgetragen. Gefechte können entweder allein gegen den Computer oder gegen andere Spieler gespielt werden. Dabei stehen sowohl im Einzelspieler- als auch im Mehrspieler-Modus die gleichen Einsatztypen zur Auswahl.
Zu Beginn eines Gefechts steht jeder Fraktion eine Militärbasis zur Verfügung, die mit Verteidigungsstellungen versehen werden kann und die Produktionseinrichtungen zum Rekrutieren von Truppen bereitstellt. Um Geld für die Rekrutierung und Forschung zu erhalten, können beide Fraktionen auf der Karte verteilte Ressourcenlager und Minen besetzen und in Betrieb nehmen. Der Spieler kann im Spielmenü manuell festlegen, welches Ziel das jeweilige Gefecht verfolgt: Einerseits kann das Ziel darin bestehen, die gegnerische Basis auszuschalten. Andererseits kann die Zielvorgabe lauten, neutrale Kommandoposten, die auf der Karte verteilt sind, zu erobern und für einen bestimmten Zeitraum zu verteidigen.
Im Gefechtsmodus kann der Spieler zwischen Karten wählen, die am Boden oder im Weltraum spielen. Am Boden bilden Zentralen, Kasernen, Fabriken und Forschungsgebäude den Mittelpunkt jeder Basis. Hier schaltet der Spieler Einheiten durch die Erforschung neuer Technologien frei. Im Weltraum stellt demgegenüber die Raumstation das Zentrum jeder Basis dar. Dort erhält der Spieler durch den Ausbau seiner Raumstation Zugang zu Truppen. Die verfügbaren Einheiten unterteilen sich in Raum- und in Bodeneinheiten. Sie sind weitgehend Vorlagen aus dem Star-Wars-Universum nachempfunden. Beide Fraktionen verfügen über ähnliche Truppentypen, etwa Jäger, Bomber, Panzer und Schlachtschiffe. Kämpfe zwischen einzelnen Einheiten laufen meist nach dem Schere-Stein-Papier-Prinzip ab; jede Einheit ist also gegenüber bestimmten Einheiten besonders kampfstark, gegenüber anderen jedoch leicht verwundbar. So ist etwa ein imperialer Sternenzerstörer aufgrund seiner großen Feuerkraft effektiv gegen Fregatten, jedoch gegenüber kleinen, schnellen Bombern aufgrund seiner Größe und seiner Behäbigkeit im Nachteil.
Dem Spieler stehen verschiedene Befehle zur Verfügung, die er seinen Truppen erteilen kann. Diese umfassen Angriffs- und Bewegungsbefehle sowie ein Verteidigungskommando. Die meisten Einheiten verfügen zusätzlich über Spezialfähigkeiten, die ihnen Vorteile im Kampf bringen. Zu diesen zählen besondere Angriffsmanöver, beispielsweise der Macht-Blitz, oder Defensivboni wie das Heilen verbündeter Einheiten. Auf den meisten Karten kann die Gefechtsumgebung in die Kämpfe eingebunden werden. Auf Bodengefechten können die Kampfparteien zahlreiche Verteidigungseinrichtungen errichten. Ferner finden sich auf vielen Planeten Zivilisten, die freundlich oder feindlich gesinnt sein können. Auf manchen Welten finden sich zudem verlassene Gebäude, die von beiden Parteien eingenommen werden können, um einen taktischen Vorteil zu erhalten. Hierzu zählen beispielsweise Sendeanlagen, die den Nebel des Krieges aufheben. Im Weltraum stößt der Spieler häufig auf Nebel oder auf Asteroidenfelder, die das Manövrieren mit Schiffen erschweren.

### Galaxiseroberung
Die Galaxiseroberung spielt auf einer dreidimensionalen Karte der Galaxis, die je nach Szenario bis zu 43 Planeten des Star-Wars-Universums abbildet. Der Spieler besitzt hier die Aufgabe, die gegnerische, von einem Menschen oder einem Computerspieler gesteuerte Fraktion aus dem Einsatzgebiet zu vertreiben. Das Geschehen unterteilt sich in die Handlung auf der Galaxiskarte, in der strategisches Handeln gefordert ist, und in einzelne Schlachten, die taktisch orientiert sind. Die Galaxiskarte wird im Wesentlichen von zwei Fraktionen bestimmt, dem Imperium und der Rebellenallianz. Piraten kontrollieren zwar ebenfalls Planeten, sie verfügen allerdings über unterlegene Einheiten und greifen nicht selbstständig andere Planeten an. Imperium und Rebellion verfügen über individuelle Stärken und Schwächen. So stehen ersterem größere finanzielle Mittel und größere Armeen zur Verfügung, während letztere effektiver aufklären können und teilweise über spezialisiertere, kampfstärkere Einheiten verfügen.
Die Stärke einer Fraktion bestimmt sich durch die von ihr kontrollierten Einheiten und Planeten. Planeten stellen die Basis jeder Fraktion dar. Sie dienen zum Stützpunktaufbau, zur Rekrutierung neuer Truppen und zum Erwirtschaften von Einkommen. Jeder Planet besitzt zudem einen bestimmten Bonus, der der kontrollierenden Fraktion einen Vorteil verschaffen kann. Zum Aufbau seiner Einheiten und zur Entwicklung seiner Planeten ist der Spieler auf Einkommen angewiesen. Einkommen erhält der Spieler in Form von Steuern und durch den Aufbau von Minen. Minen zählen zu den Basisgebäuden. Auf jedem der von ihm kontrollierten Planeten kann der Spieler zwei bis acht Gebäude bauen; neben Minen sind dies Verteidigungseinrichtungen wie etwa Geschütztürme, Panzerfabriken und Kasernen. Technologischen Fortschritt, der für die Rekrutierung stärkerer Einheiten notwendig ist, erringen beide Parteien auf unterschiedliche Weise. Dem Imperium steht der Bau von Forschungseinrichtungen offen, mit denen sie neue Techniken erforschen. Die Rebellen entsenden dagegen ein Droidenteam, das sich in imperiale Computersysteme hackt und Baupläne stiehlt.
Treffen auf der Galaxiskarte zwei verfeindete Flotten oder Armeen aufeinander, kommt es ähnlich wie bei Spielen der Total-War-Reihe zu einer Schlacht. Dann pausiert das Spiel das Geschehen auf dieser Karte und lädt eine vorgefertigte Schlachtkarte, die je nach beteiligten Truppen im Weltraum oder auf einer Planetenoberfläche spielt. Dort bekämpfen sich die verfeindeten Truppen, bis sich eine Armee zurückzieht oder aufgerieben ist. Zu Beginn einer Schlacht führen beide Parteien eine begrenzte Anzahl an Truppen ins Gefecht. Bereiche, die nicht in der Sichtweite der eigenen Truppen sind, sind vom Nebel des Krieges bedeckt. Die maximale Anzahl der Truppen, die gleichzeitig an einer Schlacht teilnehmen können, wird durch das Bevölkerungslimit begrenzt. Jede Einheit besitzt einen gewissen Bevölkerungswert, der auf dieses Limit angerechnet wird. Größere Einheiten besitzen einen höheren Wert als kleinere. Dadurch wird ein allzu starkes Kräfte-Ungleichgewicht verhindert. Wird eine Einheit im Kampf zerstört, so wird ihr Bevölkerungswert vom Limit abgezogen, sodass der Spieler weitere Verstärkung anfordern kann.
Den beiden spielbaren Fraktionen stehen besondere Kommandeure zur Verfügung. Diese repräsentieren bedeutende Charaktere aus dem Star-Wars-Universum, etwa Darth Vader, Darth Sidious oder Admiral Ackbar. Diese zeichnen sich durch besondere Fertigkeiten im Kampf oder durch starke Boni aus. Einige Figuren erlauben es, Truppen vor Ort zu günstigeren Preisen zu rekrutieren. Andere verleihen ihren Mitstreitern während eines Gefechts Vorteile im Kampf.
Auf dem Modus Galaxiseroberung basieren auch die Kampagnen. Diese beschränken jedoch an einigen Stellen die Handlungsfreiheit des Spielers, um den korrekten Verlauf der Kampagne sicherzustellen. So wurde beispielsweise in beiden Kampagnen das eigenständige Forschen deaktiviert.

## Entwicklungsgeschichte

### Entwicklung
Empire at War wurde erstmals Ende 2004 gegenüber der Presse erwähnt. Jim Ward, damals Vorsitzender von LucasArts, sprach gegenüber der Nachrichtenagentur Reuters darüber, dass ein Star-Wars-Echtzeitstrategiespiel beim amerikanischen Entwickler Petroglyph in Arbeit sei. Damit war es das vierte Strategiespiel zu der Saga. Die drei vorherigen lizenzierten Strategiespiele waren Rebellion (1998), Force Commander (2000) und Galactic Battlegrounds (2001).
Im Januar 2005 folgte die offizielle Ankündigung durch LucasArts. Das neue Spiel sollte eine Kampagne, eine moderne 3D-Grafik sowie einen Mehrspieler-Modus für bis zu acht Spieler beinhalten. Als voraussichtliches Erscheinungsdatum gab die Firma den Herbst desselben Jahres an. LucasArts startete zusätzlich eine Webseite, die regelmäßig neues Bild- und Videomaterial zum Spiel enthüllte. In einer ersten Vorstellung präsentierten die Entwickler Sequenzen von Luft- und Bodenschlachten und gewährten Einblick in das Kampagnenspiel. Obwohl das Spiel zu diesem Zeitpunkt laut den Entwicklern noch in einem frühen Stadium war, waren bereits zahlreiche Truppentypen fertig gestaltet. Das Ziel der Entwickler war es, ein Echtzeit-Strategiespiel zu gestalten, das ohne das Mikromanagement anderer Titel auskommen und daher über ein schnelleres Spielgeschehen verfügen würde. Technisch war das Spiel eine Neuentwicklung. Als Grafik-Engine kommt die von Petroglyph nach mehreren Tests mit fremden Code-Basen entwickelte Alamo-Engine zum Einsatz. Die künstliche Intelligenz basiert auf XML und Lua. Sie ist für zwei Anwendungsbereiche konzipiert, das taktische Kämpfen und das strategische Planen auf der Galaxiskarte.

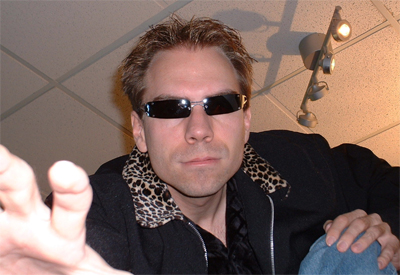
Frank Klepacki leitete die Tonarbeiten.

Die Entwicklung des Tons wurde von Frank Klepacki geleitet, der bereits an Command-&-Conquer-Titeln mitwirkte. Als technische Basis griff er auf das EAX-System zurück, das besonders realistische Umgebungsgeräusche ermöglichen sollte. Neben den Toneffekten plante Klepacki auch überzeugende Dialoge. Für diese warb Petroglyph unter anderen Temuera Morrison, den Darsteller des Jango Fett in Episode II, und Jamie Glover, den Sohn des Darstellers des General Veers aus Episode V, an. Die Musik basiert weitgehend auf den Film-Kompositionen von John Williams. Bevorzugt griff Klepacki dabei auf Stücke der Original-Trilogie zurück, da diese besser zur Spielhandlung passen. Allerdings komponierte er rund ein Fünftel der im Spiel enthaltenen Stücke neu, da es nicht zu allen Schauplätzen des Spiels geeignete Vorlagen gab.

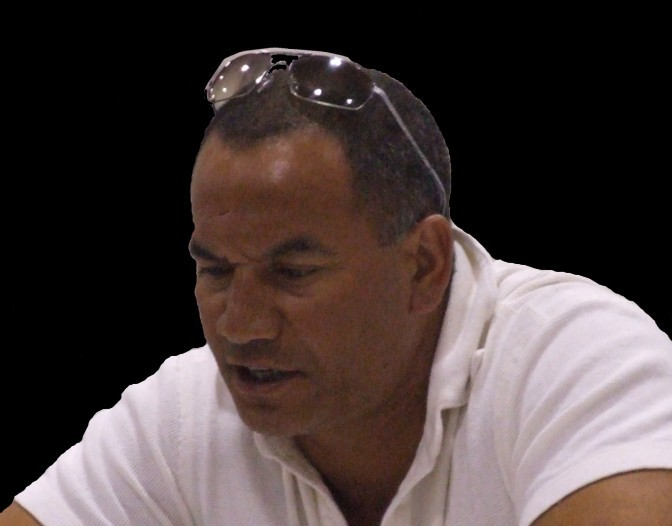
Temuera Morrison sprach die Rolle von Boba Fett.

Die nächste Vorstellung folgte auf der Electronic Entertainment Expo 2005. Zu diesem Zeitpunkt waren die Kernfunktionen des Spiels beinahe vollständig implementiert. Im Juli gab LucasArts bekannt, dass das Spiel voraussichtlich im Februar 2006 erscheinen werde. Im August 2005 wurde Empire at War auf der Games Convention in Leipzig ausgestellt.
Am 18. Januar 2006 wurde eine spielbare Demo-Version veröffentlicht. Sie umfasste mehrere Einführungsmissionen und ein knappes Galaxiseroberungsszenario aus der Sicht der Rebellen. Im Februar erreichte das Spiel den Gold-Status. Damit war die Entwicklung fertiggestellt.

### Veröffentlichung
Am 16. Februar erschien der Titel schließlich in Nordamerika. Einen Tag später folgte die Veröffentlichung in Europa. Als Publisher fungierten in den USA LucasArts und in Europa Activision. Zum Verkaufsstart von Empire at War wurde eine Collector’s Edition herausgegeben. Sie enthielt neben einem 3D-Cover ein farbiges Handbuch sowie eine Bonus-CD mit Todessternaufdruck. Diese enthielt Concept Arts, Wallpaper und einige zusätzliche Karten. Am Tag der Veröffentlichung erschien bereits ein erster Patch, der technische Probleme des Mehrspieler-Modus behob.
Im Mai 2006 veröffentlichte Petroglyph einen Karten-Editor. Kurz zuvor hatte der Entwickler angekündigt, dass eine Erweiterung in Arbeit sei. Als zentrale Neuerung wurde eine neue Fraktion genannt, die sich spielerisch deutlich von den andern beiden abgrenzen solle. Die bereits enthaltenen Fraktionen erhalten einige neue Einheiten. Als voraussichtliches Veröffentlichungsdatum gab LucasArts den Herbst desselben Jahres an.
Schließlich erschien das Add-on unter dem Titel Empire at War: Forces of Corruption Ende Oktober 2006 auf dem Markt. Im September 2007 erschien das Star Wars: Empire at War Gold Pack, das die Collector’s Edition und das Add-on enthält.
Ende 2006 kündigte das auf Mac-Portierungen spezialisierte Unternehmen Aspyr Media an, dass Empire at War im kommenden Jahr für Mac OS veröffentlicht würde. Im März 2007 erschien eine Demo-Version. Das Spiel folgte im April. Das Spiel erschien sowohl im Einzelhandel als auch auf Online-Vertriebsplattformen wie Steam und GOG.com. Für die meisten Fassungen des Spiels erschien das letzte Update im Dezember 2006. Die Steam-Version erfuhr allerdings ab September 2017 mehrere weitere Updates, die Fehler der ursprünglichen Fassungen beseitigten, die Kompatibilität des Spiels mit jüngeren Betriebssystemen verbesserten und Spielern bessere Möglichkeiten boten, die Spieldateien zu modifizieren, um eigene Inhalte zu erstellen.

## Rezeption

### Rezensionen
Star Wars: Empire at War wurde von der Fachpresse überwiegend positiv aufgenommen. Die Webseite Metacritic berechnete eine Metawertung von 79 von 100 Punkten. Tester lobten, dass das Spiel im Vergleich mit früheren Star-Wars-Strategiespielen eindeutig das beste sei und sowohl technisch als auch spielerisch überzeuge. Manche kritisierten allerdings, dass es im Vergleich mit Genre-Konkurrenten, etwa Rome: Total War, zu anspruchslos und abwechslungsarm sei.
Steve Butts vom Online-Magazin IGN lobte, dass das Spiel eine gute Star-Wars-Atmosphäre erzeuge. Beide Fraktionen seien gut dargestellt und erfordern verschiedene Strategien, um siegreich zu sein. In spielerischer Hinsicht leide das Spiel allerdings an einigen Schwächen. So gebe es zu wenige Einheiten. Ferner seien die Schauplätze recht abwechslungsarm gestaltet. Dadurch laufen Gefechte zu oft nach dem gleichen Schema ab. Weiterhin sei die Grafik stellenweise veraltet, insbesondere die Texturen der Bodeneinheiten lassen zu wünschen übrig.
Bob Colayco vom amerikanischen Online-Magazin GameSpot bewertete Empire at War in vielen Bereichen als gelungen. Eine Stärke des Spiels sei die Aufteilung in strategische und taktische Elemente, die Abwechslung erzeugen und den Spieler auf unterschiedliche Weise fordern. Auch technisch sei das Spiel überzeugend. Insbesondere der Ton sei von hoher Qualität. Negativ fielen dagegen die Landgefechte auf. Diese leiden unter eintönig gestalteten Einsatzgebieten und einer wenig fordernden künstlichen Intelligenz. Die kampfstarken Helden machen dies nur teilweise wieder wett.
Dirk Gooding von der deutschen Zeitschrift PC Games vergab eine der höchsten Wertungen für das Spiel. Er lobte, dass das Spiel viele Einheiten und Karten biete. Auch das Konzept der taktischen Schlachten sei gut gelungen. Kleinere Schwächen habe das Spiel bei der Bedienung. So sei beispielsweise das Manövrieren großer Schiffe oft umständlich. Außerdem seien Galaxiseroberungen im Mehrspieler-Modus aufgrund schwerer Fehler kaum spielbar.
Tom Chicks vom amerikanischen Magazin GameSpy kritisierte die Benutzeroberfläche. Diese sei mit zu vielen Knöpfen und Menüs zu unübersichtlich gestaltet. Auch seien einige Funktionen des Spiels zu schlecht dokumentiert. Eine wesentliche Stärke des Spiels sei aber sein Konzept. Durch den weitgehenden Verzicht auf langatmiges Aufbauen von Basen und Sammeln von Ressourcen gestalte sich der Spielfluss wesentlich schneller.
Marcel Kleffmann vom Online-Magazin 4Players bemängelte, dass die Kampagne zu eintönig sei. Die Missionen seien zu ähnlich aufgebaut und das Szenario werde nur schwach inszeniert. Die freien Galaxiseroberungen seien zwar weniger linear aufgebaut, leiden allerdings aufgrund geringer Variation bei den Karten und Einsatzzielen unter mangelnder Abwechslung. Überzeugend seien dagegen Grafik und Ton, die die filmischen Vorlagen gut umsetzen. Der Mehrspieler-Modus sei ebenfalls ein gutes Konzept, bei Galaxiseroberungen gebe es jedoch häufige Synchronisationsprobleme.

### Modifikationen
Bereits bei Veröffentlichung der Demo-Version von Empire at War begannen Spieler damit, Modifikationen zu entwickeln, die einige Einheiten hinzufügten. Diese fügten zunächst einige neue Einheiten hinzu oder veränderten das Kräfteverhältnis zwischen den bereits vorhandenen. Nach der Markteinführung des Spiels entstanden einige Modding-Vorhaben, die Truppenvielfalt und das Kräftegleichgewicht zwischen den Fraktionen veränderten.
Mit der Veröffentlichung des Karten-Editors durch Petroglyph sowie einiger inoffizieller Modding-Programme begannen noch umfangreichere Projekte. Entwickler-Gruppen veröffentlichten tiefgreifende Überarbeitungen, die beispielsweise neue Schauplätze und Kampagnen hinzufügen. Andere portieren das Spiel in andere Epochen, etwa in die der Episoden I bis III, in die Zeit des Rollenspiels Knights of the Old Republic oder in die Zeit der Thrawn-Trilogie, einer Romanreihe, die nach Episode VI spielt.

### Verkaufszahlen
Im deutschsprachigen Raum belegte laut einer Statistik der Gesellschaft für Konsumforschung in der ersten Woche nach dem Verkaufsstart die Collector’s Edition von Empire at War den ersten Platz der meistverkauften Windows-Spiele. Die Grundversion des Spiels erreichte den fünften Platz. Noch im April war es in den Charts vertreten. In Nordamerika war es nach einer Statistik der NPD Group in der Veröffentlichungswoche an zehnter Stelle. In einer Gesamtbetrachtung über die erfolgreichsten Windows-Spiele des Jahres 2006 belegte Empire at War dort den vierten Rang.

## Forces of Corruption

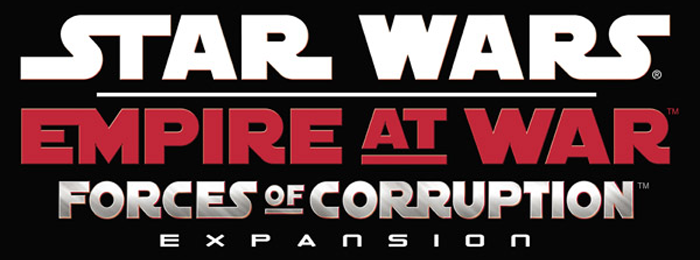
Logo der Erweiterung

Im Oktober 2006 erschien unter dem Titel Star Wars: Empire at War: Forces of Corruption die erste und einzige Erweiterung zu Empire at War.
Das Add-on fügt eine neue, spielbare Fraktion hinzu, das Zann-Konsortium. Das Konsortium stellt eine kriminelle Untergrundorganisation dar, dementsprechend unterscheidet es sich erheblich in der Steuerung von den Fraktionen aus dem Grundspiel. Dem Konsortium steht neben der Möglichkeit zur Eroberung gegnerischer Welten die dortige Etablierung organisierten Verbrechens offen. Durch Korruption erhalten die Piraten diverse Boni, etwa neue Einheiten oder zusätzliche Geldquellen. Ebenfalls wurde eine neue Kampagne implementiert. Diese erzählt die Geschichte des Anführers des Konsortiums, Tyber Zann.
Auch die Erweiterung wurde von der Fachpresse positiv aufgenommen. Tester lobten, dass sich das Spiel in grafischer und spielerischer Hinsicht verbessert habe. So profitieren Bodenschlachten von den neuen, größeren Karten und die Galaxiseroberung von den neuartigen Möglichkeiten des Konsortiums. Metacritic berechnete eine Metawertung von 75 von 100 Punkten.